# Laura Coombs Hills

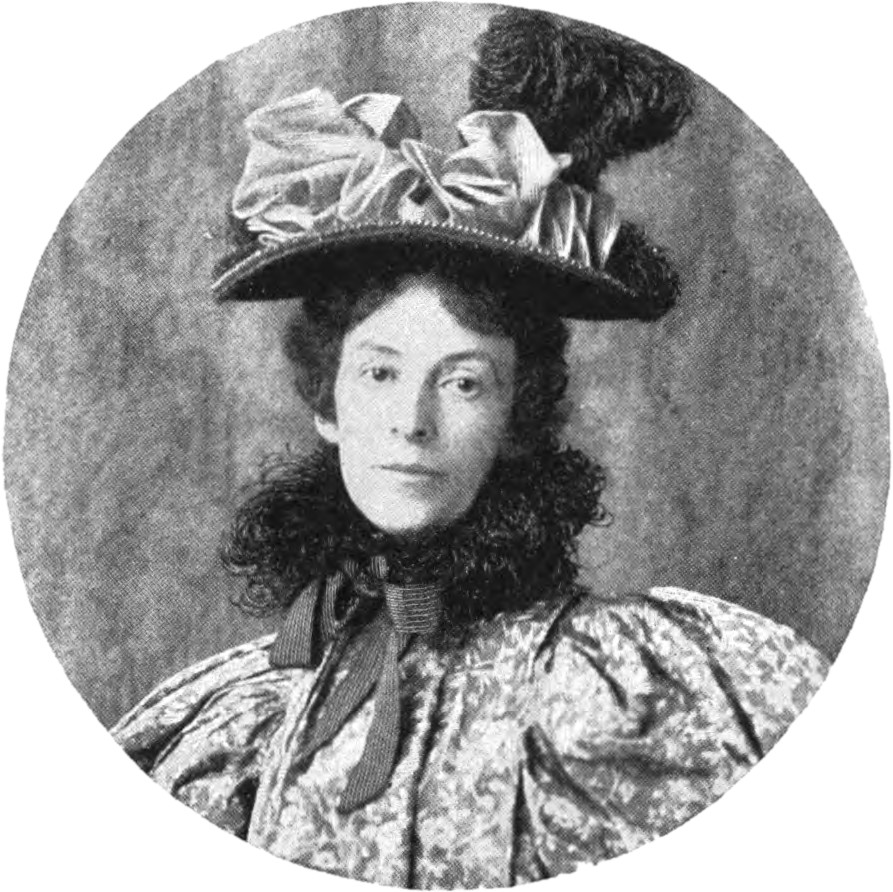
Laura Coombs Hills (ca. 1899)

Laura Coombs Hills (* 7. September 1859 in Newburyport, Massachusetts; † 21. Februar 1952) war eine US-amerikanische Malerin und Illustratorin, bekannt für ihre Arbeiten in Pastell, Aquarell und insbesondere in der Miniaturmalerei auf Elfenbein. Sie war eine bedeutende Vertreterin der sogenannten Boston School und zählte zu den führenden Blumenmalerinnen ihrer Zeit.

## Leben
Laura Coombs Hills wurde als drittes von insgesamt fünf Kindern des Bankangestellten Philip Knapp Hills und seiner Ehefrau Mary Gerrish Hills in Newburyport geboren. Über ihre Kindheit und Jugend ist wenig überliefert. Ihre erste künstlerische Unterweisung erhielt sie von Emily Andrews, einer lokalen Aquarelllehrerin. Es folgten weitere Studien in Boston bei Helen Knowlton sowie eine kurze Zeit an der Cowles Art School. Im Jahr 1882 belegte sie einen Aktzeichenkurs an der Art Students League in New York.
Laura Coombs Hills begann in den 1880er Jahren mit Landschaftsgemälden in Öl im Stil der Schule von Barbizon. Ihre Werke, darunter The Old Homestead und The Shaded Stream, zeigen den Einfluss von Helen Knowlton und dem mit ihr befreundeten Künstler J. Appleton Brown. Später wandte sie sich verstärkt den Medien Aquarell und Pastell zu.
Neben der freien Kunst war Hills als Illustratorin und Grafikerin tätig. Sie illustrierte Kinderbücher, darunter The Birds' Christmas Carol von Kate Douglas Wiggin, und entwarf Glückwunschkarten, Stickmuster, Keramikdekore und Kalender. Ihre Tätigkeit als Illustratorin setzte sie bis in die 1910er Jahre fort.

### Miniaturmalerei

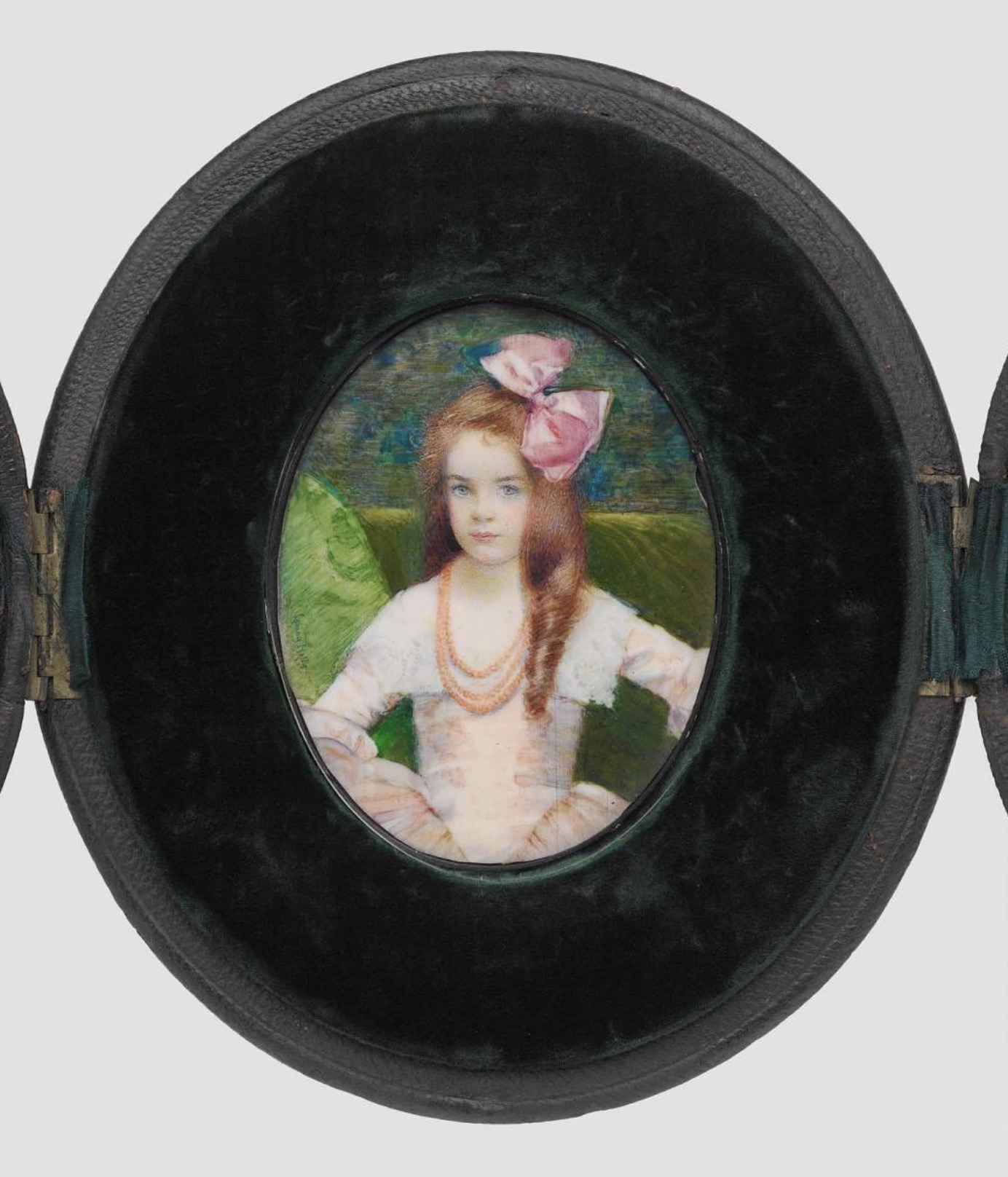
Persis Blair von Laura Coombs Hills (1903)

Während eines Englandaufenthalts in den frühen 1890er Jahren entdeckte Hill die Miniaturmalerei auf Elfenbein für sich und eignete sich diese autodidaktisch an. Ihre erste Serie dieser Art, die sogenannten Seven Pretty Girls of Newburyport, wurde 1893 in Boston ausgestellt und begründete ihren Ruf in diesem Genre. Bereits 1897 wurde sie als erste Miniaturmalerin in die Society of American Artists aufgenommen. 1898 war sie Gründungsmitglied der American Society of Miniature Painters, deren Vizepräsidentin sie zeitweise war.
Sie stellte regelmäßig in Institutionen wie der Pennsylvania Academy of the Fine Arts (1898–1934) und der National Academy of Design in New York (1907–1917) aus. Ihre Miniaturen zeichneten sich durch traditionelle Techniken wie Stippling und Kreuzschraffur aus, die sie mit einer helleren Farbpalette und dekorativen Elementen verband. Zu ihren bekanntesten Werken zählen The Black Mantle, The Flame Girl, Goldfish und The Nymph.

### Blumenstillleben und Pastellmalerei

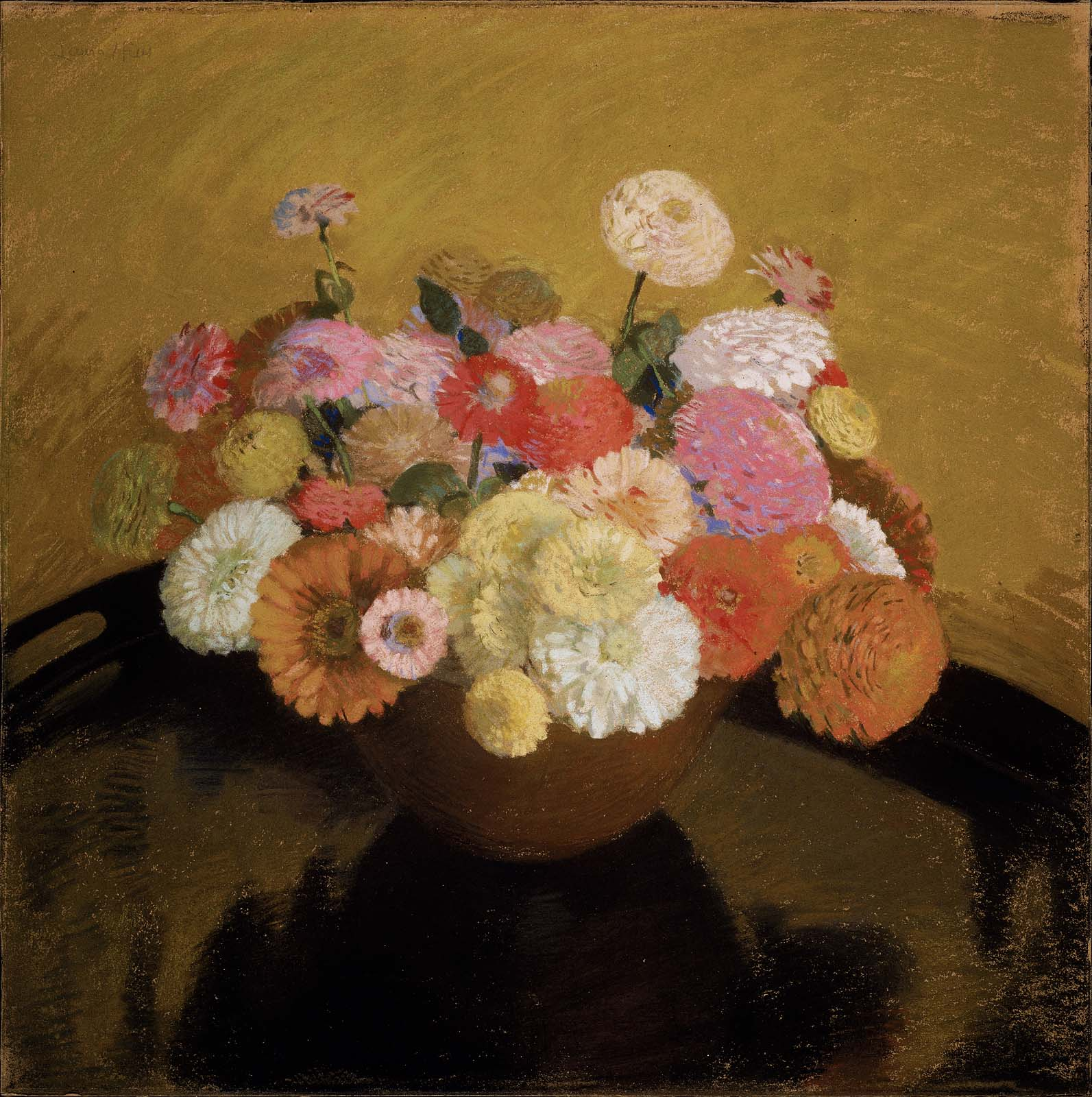
Laura Coombs Hills: Bowl of Zinnias (um 1921). Museum of Fine Arts Boston

Ab den 1920er Jahren, insbesondere nach dem Nachlassen ihrer Sehkraft, widmete sich Hills verstärkt der Pastellmalerei mit floralen Motiven. Sie verwendete hochwertige Pastellfarben aus Paris und Dresden, legte großen Wert auf frische Blüten aus dem eigenen Garten in Newburyport und experimentierte mit Licht- und Farbeffekten, wobei sie teilweise künstliches Licht einsetzte. Ab 1921 organisierte sie nahezu jährlich erfolgreiche Einzelausstellungen in Boston, unter anderem in der Copley Gallery, bei Doll & Richards und der Guild of Boston Artists. Ihre floralen Stillleben unterteilte sie in zwei Kategorien: streng arrangierte Tischkompositionen und natürlich wirkende Blütenarrangements. Bekannte Werke sind unter anderem Peonies, Summer Flowers, Larkspur and Lilies und Breakfast. Hills gehörte zu den Künstlern der Boston School, die sich zu Beginn des 20. Jahrhunderts mit idealisierenden Porträts, Interieurszenen und Stillleben beschäftigten. Sie war Mitglied der Künstlerinnengruppe The Group, die 1917 und 1918 im Worcester Art Museum sowie 1918 und 1919 in der Doll & Richards Gallery ausstellte. 
Laura Coombs Hills lebte und arbeitete bis ins hohe Alter. Ihre Sommer verbrachte sie regelmäßig in ihrem selbst entworfenen Haus The Goldfish in Newburyport, das nach einem ihrer Miniaturbilder benannt wurde. Ihre Schwester Lizzie unterstützte sie im Haushalt und Garten. Bis in die 1940er Jahre war Hills als Künstlerin aktiv, ihre letzte Ausstellung fand 1947 in Boston statt. Sie starb 1952 im Alter von 92 Jahren.

### Bedeutung
Laura Coombs Hills gilt als eine der bedeutendsten amerikanischen Miniatur- und Blumenmalerinnen ihrer Zeit. Ihre Arbeiten zeichnen sich durch technisches Können, eine nuancierte Farbgebung und eine raffinierte Komposition aus. Sie verband gestalterisches Talent mit unternehmerischem Geschick und trug wesentlich zur Anerkennung der Miniatur- und Pastellmalerei als eigenständige Kunstformen bei.

### Auszeichnungen (Auswahl)
- 1895: Art Interchange-Medaille
- 1897: Art Amateur-Preis, New York
- 1900: Goldmedaille, Pariser Weltausstellung
- 1901: Preis, Pan-American Exposition, Buffalo
- 1902: Auszeichnung, Charleston Exposition
- 1904: Preis, Louisiana Purchase Exposition, St. Louis
- 1915: Medaille, Panama-Pacific Exposition, San Francisco
- 1916: Preis, Pennsylvania Society of Miniature Painters

## Werk
Laura Coombs Hill wurde zunächst für ihre Miniaturporträts in Aquarell auf Elfenbein bekannt, später dann für ihre Pastell-Stillleben mit Blumen. Ihre frühen Miniaturen, darunter das um 1901 entstandene Porträt Persis Blair, zeichnen sich durch ihre feine Darstellung und intime Komposition aus. Nach 1920 schuf sie lebendige Pastellblumenbilder, die sie selbst als Porträts von Blumen bezeichnete. Sie zeichnen sich durch eine frische Farbpalette, ein modernistisches Design und einen ausdrucksstarken Kontrast zwischen Blüten und dekorativen Hintergründen aus. Ein Beispiel für diesen ausgereiften Stil ist das Pastellbild English Primroses (1947). Sie stellte unter anderem im Boston Watercolor Club, in der National Academy of Design, im Art Institute of Chicago und in Bostoner Galerien wie Doll & Richards aus.